# Hallee Hirsh
Hallee Hirsh (Omaha, 16 dicembre 1987) è un'attrice statunitense.

## Biografia
Inizia a recitare attorno ai dieci anni. Nel 2006 lavora con Steve Boyum per la realizzazione del film Cuori Selvaggi, interpretando il ruolo di Madison.
Nel 2010 recita la parte di Sarah nel film Fading of the cries (2010) di Brian Metcalf. Ha inoltre partecipato a diverse serie televisive come Law & Order - I due volti della giustizia, E.R., JAG e Flight 29 Down. In E.R., dal 2000 fino alla fine della serie, interpreta la figlia del Dr. Mark Greene, adolescente prima e studentessa universitaria poi.

## Filmografia

### Cinema
- Lolita, regia di Adrian Lyne (1997)
- La voce dell'amore (One True Thing), regia di Carl Franklin (1998)
- C'è posta per te (You've got Mail), regia di Nora Ephron (1998)
- Spring Forward, regia di Tom Gilroy (1999)
- Il segreto di Joe Gould (Joe Gould's Secret), regia di Stanley Tucci (2000)
- Speak - Le parole non dette (Speak), regia di Jessica Sharzer (2004)
- Happy Endings, regia di Don Roos (2005)
- Make the Yuletide Gay, regia di Rob Williams (2009)
- 16 to Life, regia di Becky Smith (2009)
- Fading of the Cries, regia di Brian Metcalf (2011)
- Bad Behavior, regia di Nicholas David Brandt e Lisa Hamil (2013)
- Infiltrators, regia di Michael Stokes (2014)
- Chasing the Rain, regia di Cindy Jansen (2020)

### Televisione
- Quando si ama (Loving)  - soap opera, 64 puntate (1993-1995)
- La valle dei pini (All My Children) - soap opera, puntata 6.765 (1996)
- Parole dal cuore (What the Deaf Man Heard), regia di John Kent Harrison - film TV (1997)
- Saint Maybe, regia di Michael Pressman - film TV (1998)
- Law & Order - I due volti della giustizia (Law & Order) - serie TV, episodi 8x14-10x02 (1998-1999)
- Malcolm - serie TV, episodio 2x01 (2000)
- Il più bel regalo di Natale (The Ultimate Christmas Present), regia di Greg Beeman - film TV (2000)
- Giudice Amy (Judging Amy) - serie TV, episodi 1x14-2x07 (2000)
- In tribunale con Lynn (Family Law) - serie TV, episodio 3x03 (2001)
- Taking Back Our Town, regia di Sam Pillsbury - film TV (2001)
- E.R. - Medici in prima linea (ER) - serie TV, 16 episodi (2001-2009)
- My Sister's Keeper, regia di Ron Lagomarsino - film TV (2002)
- Febbre d'amore (The Young and the Restless) - serial TV, puntata 7.458 (2002)
- The Guardian - serie TV, episodio 2x07 (2002)
- JAG - Avvocati in divisa (JAG) - serie TV, 17 episodi (2003-2005)
- Six Feet Under - serie TV, episodio 4x03 (2004)
- Will & Grace - serie TV, episodio 7x12 (2004)
- Nip/Tuck - serie TV, episodio 3x10 (2005)
- Flight 29 Down – serie TV, 30 episodi (2005-2010)
- Grey's Anatomy - serie TV, episodi 2x26-2x27 (2006)
- Cuori selvaggi (Wild Hearts), regia di Steve Boyum (2006)
- Senza traccia (Without a Trace) - serie TV, episodio 5x04 (2006)
- Boston Legal - serie TV, episodio 3x14 (2007)
- Cold Case - Delitti irrisolti (Cold Case) - serie TV, episodio 5x02 (2007)
- Flight 29 Down: The Hotel Tango, regia di D.J. MacHale - film TV (2007)
- Ghost Whisperer - Presenze (Ghost Whisperer) - serie TV, episodio 3x13 (2008)
- Saving Grace - serie TV, episodio 2x04 (2008)
- 90210 - serie TV, episodio 1x01 (2008)
- Criminal Minds - serie TV, episodio 5x05 (2009)
- Private Practice - serie TV, episodio 3x07 (2009)
- Non puoi nasconderti per sempre (Hidden Away), regia di Peter Sullivan - film TV (2010)
- Sloppy Tacos - serie TV, 4 episodi (2012-2014)

## Doppiatrici italiane
Nelle versioni in italiano delle opere in cui ha recitato, Hallee Hirsh è stata doppiata da:
- Alessia Amendola in Flight 29 Down, Il più bel regalo di Natale (Ridoppiaggio), Flight 29 Down: The Hotel Tango
- Roberta Scardola in Il più bel regalo di Natale (Doppiaggio originale)
- Barbara De Bortoli in Ghost Whisperer - Presenze
- Gemma Donati in Private Practice